# 单蕊冠毛草
单蕊冠毛草（学名：Stephanachne monandra）为禾本科冠毛草属下的一个种。

## 扩展阅读
- 維基物種上的相關：单蕊冠毛草